# Iglesia de Santa María (Torredonjimeno)
La iglesia de Santa María de Torredonjimeno, es un templo católico del siglo XVI de estilo gótico y barroco tardío, sede de la parroquia de Santa María de Torredonjimeno. Este templo fue el primero en ser consagrado a la Inmaculada Concepción de María, en la fecha del 11 de octubre de 1529.

## Historia
Hasta 1490, fecha en la que el concejo solicitara la construcción de una nueva iglesia debido al aumento de la población, la única parroquia era la de San Pedro. El templo se construiría extramuros, junto a la muralla.

## Exterior
Los principales elementos externos son:

### Torre del campanario
En ella se encuentra la puerta principal, el coro, y el campanario. La cubierta ha sido restaurada en el año 2024.

### Portadas

#### Portalada principal
Embutida en la torre, o conopial, con sencilla decoración, y coronada por una pequeña hornacina.

#### Portada meridional
Fue colocada en el año 1974, procedente de un palacio cercano, ubicado en lo que actualmente es la Plaza de Santa María.

#### Portada  septentrional
Da acceso a la nave de los Dolores, bastante deteriorada.

## Interior

### Edificio original
Se trata de una nave central divida en tres partes, tramos cubiertos por bóvedas estrelladas. Cada tramo tiene dos capillas laterales, salvo el del presbiterio.

### Capilla del Sagrario
Del año 1671, fue mandada construir por el hidalgo D. Gonzalo Serrano de Aguilera. De estilo barroco, destaca en su interior la Cena de Emaús, obra del D. José López Arjona.

### Nave y camarín de la Virgen de los Dolores
Del S. XVIII, con planta de cajón, en ella se ubica la pila bautismal,  el camarín que alberga a la Virgen de los Dolores, de estilo barroco andaluz.

## Imaginería
- Stma. Virgen de los Dolores.
- Stmo. Cristo Resucitado.
- Cristo del Perdón.
- María Stma. de la Paz.
- Virgen de la Cabeza.
- Ntro. Padre Jesús del Rescate.
- Stmo. Cristo de las Tres Caídas y María Stma. de las Penas y el Mayor Dolor y San Juan Evangelista.